# Heteropoda helge
Heteropoda helge is een spinnensoort in de taxonomische indeling van de jachtkrabspinnen (Sparassidae).
Het dier behoort tot het geslacht Heteropoda. De wetenschappelijke naam van de soort werd voor het eerst geldig gepubliceerd in 2008 door Peter Jäger.